# Leticia Melo
Leticia Oro Melo (ur. 5 października 1997) – brazylijska lekkoatletka specjalizująca się w skoku w dal.
Była mistrzynią Ameryki Południowej juniorów młodszych (2014) i juniorów (2015). Stanęła na najniższym stopniu podium podczas juniorskiego czempionatu obu Ameryk w Edmonton (2015).
W 2021 została mistrzynią Ameryki Południowej. Rok później zdobyła brązowy medal podczas mistrzostw świata w Eugene.
Złota medalistka mistrzostw Brazylii.
Rekordy życiowy: stadion – 6,89 (24 lipca 2022, Eugene); hala – 6,56 (4 lutego 2024, Pombal).

## Osiągnięcia
| Rok  | Impreza                                            | Miejsce   | Lokata      | Wynik |
| ---- | -------------------------------------------------- | --------- | ----------- | ----- |
| 2014 | Mistrzostwa Ameryki Południowej juniorów młodszych | Cali      | 1. miejsce  | 6,13  |
| 2015 | Mistrzostwa Ameryki Południowej juniorów           | Cuenca    | 1. miejsce  | 6,17  |
| 2015 | Mistrzostwa panamerykańskie juniorów               | Edmonton  | 3. miejsce  | 6,05  |
| 2018 | Młodzieżowe mistrzostwa Ameryki Południowej        | Cuenca    | 3. miejsce  | 5,94  |
| 2021 | Mistrzostwa Ameryki Południowej                    | Guayaquil | 1. miejsce  | 6,63  |
| 2022 | Mistrzostwa świata                                 | Eugene    | 3. miejsce  | 6,89  |
| 2022 | Igrzyska Ameryki Południowej                       | Asunción  | 1. miejsce  | 6,64  |
| 2023 | Mistrzostwa świata                                 | Budapeszt | 12. miejsce | 6,12  |